# 西礪波郡

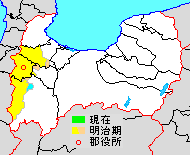
富山県西礪波郡の範囲（薄黄：後に他郡に編入された地域 水色：後に他郡から編入した地域）

西礪波郡（にしとなみぐん）は、かつて富山県にあった郡。

## 郡域
1896年（明治29年）に行政区画として発足した当時の郡域は、おおむね以下の区域に相当する。
- 高岡市（戸出光明寺、戸出、戸出町、戸出栄町、戸出市野瀬、本保、荒見崎、辻、柴野内島、六家、福田六家、大源寺、答野出、岩坪、国吉、五十里、五十里東町、五十里西町以西）
- 砺波市（鷹栖・高波・西中・下中・狐島・東中・小島・小杉・林・杉木（すぎのき）・新栄町・寿町・平和町）
- 小矢部市
- 南砺市（上川崎、院林、田尻、下吉江、新邸、田中、一日市、下野、小林、高宮、土生新、大西、立野原東、臼中、刀利以西）

## 歴史
越中国の南西部全域を占めていた礪波郡が、1896年（明治29年）の郡制施行の際に当時の政治家・上埜安太郎によって西礪波郡と東礪波郡とに分けられたものである。郡役所は石動町（現・小矢部市）に置かれた。

### 沿革
- 1896年（明治29年）

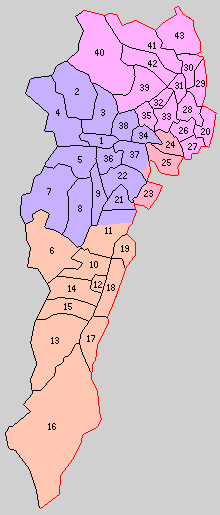
1.石動町 2.宮島村 3.子撫村 4.南谷村 5.埴生村 6.南蟹谷村 7.北蟹谷村 8.東蟹谷村 9.藪波村 10.石黒村 11.西野尻村 12.福光町 13.西太美村 14.広瀬村 15.広瀬館村 16.太美山村 17.東太美村 18.吉江村 19.東石黒村 20.戸出町 21.津沢町 22.水島村 23.鷹栖村 24.高波村 25.林村 26.醍醐村 27.是戸村 28.小勢村 29.福田村 30.東五位村 31.立野村 32.福岡町 33.山王村 34.正得村 35.大滝村 36.松沢村 37.若林村 38.荒川村 39.西五位村 40.五位山村 41.石堤村 42.赤丸村 43.国吉村 （桃：高岡市 紫：小矢部市 赤：砺波市 橙：南砺市）

  - 4月1日 - 郡制の施行により礪波郡のうち、石動町、宮島村、子撫村、南谷村、埴生村、南蟹谷村、北蟹谷村、東蟹谷村、藪波村、石黒村、西野尻村、福光町、西太美村、広瀬村、広瀬館村、太美山村、東太美村、吉江村、東石黒村、戸出町、津沢町、水島村、鷹栖村、高波村、林村、醍醐村、是戸村、小勢村、福田村、東五位村、立野村、福岡町、山王村、正得村、大滝村、松沢村、若林村、荒川村、西五位村、五位山村、石堤村、赤丸村、国吉村の区域をもって西礪波郡が発足。（5町38村）
  - 6月1日 - 郡制を施行。
- 1923年（大正12年）3月31日 - 郡会が廃止。郡役所は存続。
- 1926年（大正15年）6月30日 - 郡役所が廃止（同年7月1日に地方事務所として再出発[1]）。以降は地域区分名称となる。
- 1940年（昭和15年）2月11日 - 福岡町・山王村・大滝村が合併し、改めて福岡町が発足。（5町36村）
- 1948年（昭和23年）4月1日 - 鷹栖村・林村の所属郡が東礪波郡に変更。（5町34村）
- 1949年（昭和24年）1月1日 - 福田村が高岡市に編入。（5町33村）
- 1951年（昭和26年）
  - 3月17日 - 国吉村が高岡市に編入。（5町32村）
  - 4月1日 - 小勢村の一部（大字伊勢領）が戸出町に編入。
- 1952年（昭和27年）5月1日 - 福光町・石黒村・広瀬村・広瀬館村・西太美村・太美山村・東太美村・吉江村および東礪波郡北山田村・山田村が合併し、改めて福光町が発足。（5町25村）
- 1953年（昭和28年）
  - 9月10日 - 石動町・南谷村・埴生村・松沢村・正得村・荒川村・子撫村・宮島村が合併し、改めて石動町が発足。（5町18村）
  - 10月5日 - 石堤村・東五位村が高岡市に編入。（5町16村）
- 1954年（昭和29年）
  - 1月15日
    - 高波村が東礪波郡砺波町に編入。（5町15村）
    - 戸出町・是戸村・醍醐村および東礪波郡北般若村が合併し、改めて戸出町が発足。（5町13村）

  - 4月1日 - 小勢村が高岡市に編入。（5町12村）
  - 7月20日（5町9村）
    - 津沢町・藪波村・水島村が合併して砺中町が発足。
    - 東石黒村が東礪波郡福野町と合併し、改めて東礪波郡福野町が発足、郡より離脱。

  - 8月1日 - 福岡町・五位山村・西五位村が合併し、改めて福岡町が発足。（5町7村）
  - 9月15日 - 赤丸村が福岡町に編入。（5町6村）
  - 10月1日 - 北蟹谷村が石動町に編入。（5町5村）
  - 11月18日 - 砺中町・東蟹谷村が合併し、改めて砺中町が発足。（5町4村）
- 1955年（昭和30年）4月1日（5町2村）
  - 南蟹谷村が福光町に編入。
  - 立野村が高岡市に編入。
- 1956年（昭和31年）2月1日 - 福光町の一部（大字細木・大窪・雁巻島・梅井・中筋および野田の一部）が東礪波郡城端町に編入。
- 1957年（昭和32年）
  - 8月1日（5町1村）
    - 西野尻村の一部（大字岩木・岩安・西勝寺・和泉）が福光町に編入。
    - 西野尻村の一部（大字興法寺・下川崎・戸久）が砺中町に編入。
    - 西野尻村の一部（大字安居・上川崎・晩田・桐木・布袋・三ツ屋・森・前田・梅ヶ島・松木）が東礪波郡福野町に編入。

  - 9月30日（5町）
    - 若林村の一部（大字狐島および西中・下中の各一部）が砺波市に編入。
    - 若林村の一部（大字金屋本江・水牧および西中・下中の残部）が石動町に編入。
- 1962年（昭和37年）8月1日 - 石動町・砺中町が合併して小矢部市が発足し、郡より離脱。（3町）
- 1966年（昭和41年）2月10日 - 戸出町が高岡市に編入。（2町）
- 2004年（平成16年）11月1日 - 福光町が東礪波郡城端町・平村・上平村・利賀村・井波町・井口村・福野町と合併して南砺市が発足し、郡より離脱。（1町）
- 2005年（平成17年）11月1日 - 福岡町が高岡市と合併し、改めて高岡市が発足。同日西礪波郡消滅。

### 変遷表
| 明治29年以前                        | 明治29年3月29日                     | 明治29年 - 昭和20年    | 昭和20年 - 昭和29年                   | 昭和30年 - 昭和64年          | 昭和30年 - 昭和64年 | 平成1年 - 現在               | 現在                        |
| ----------------------------------- | ----------------------------------- | ---------------------- | ------------------------------------- | ---------------------------- | ------------------- | ---------------------------- | --------------------------- |
|                                     | 高波村                              | 高波村                 | 昭和29年1月15日 東礪波郡 砺波町に編入 |                              |                     |                              | 砺波市                      |
|                                     | 林村                                | 林村                   | 昭和23年4月1日 東礪波郡               |                              |                     |                              | 砺波市                      |
|                                     | 鷹栖村                              | 鷹栖村                 | 昭和23年4月1日 東礪波郡               |                              |                     |                              | 砺波市                      |
|                                     | 若林村                              | 若林村                 | 若林村                                | 昭和32年9月30日 砺波市に編入 |                     |                              | 砺波市                      |
| 昭和32年9月30日 石動町に編入        | 若林村                              | 若林村                 | 若林村                                | 昭和37年8月1日 小矢部市      | 小矢部市            | 小矢部市                     |                             |
|                                     | 石動町                              | 石動町                 | 昭和28年9月10日 石動町                | 昭和37年8月1日 小矢部市      | 小矢部市            | 小矢部市                     | 石動町                      |
|                                     | 宮島村                              | 宮島村                 | 昭和28年9月10日 石動町                | 昭和37年8月1日 小矢部市      | 小矢部市            | 小矢部市                     | 石動町                      |
|                                     | 子撫村                              | 子撫村                 | 昭和28年9月10日 石動町                | 昭和37年8月1日 小矢部市      | 小矢部市            | 小矢部市                     | 石動町                      |
|                                     | 南谷村                              | 南谷村                 | 昭和28年9月10日 石動町                | 昭和37年8月1日 小矢部市      | 小矢部市            | 小矢部市                     | 石動町                      |
|                                     | 埴生村                              | 埴生村                 | 昭和28年9月10日 石動町                | 昭和37年8月1日 小矢部市      | 小矢部市            | 小矢部市                     | 石動町                      |
|                                     | 正得村                              | 正得村                 | 昭和28年9月10日 石動町                | 昭和37年8月1日 小矢部市      | 小矢部市            | 小矢部市                     | 石動町                      |
|                                     | 松沢村                              | 松沢村                 | 昭和28年9月10日 石動町                | 昭和37年8月1日 小矢部市      | 小矢部市            | 小矢部市                     | 石動町                      |
|                                     | 荒川村                              | 荒川村                 | 昭和28年9月10日 石動町                | 昭和37年8月1日 小矢部市      | 小矢部市            | 小矢部市                     | 石動町                      |
|                                     | 北蟹谷村                            | 北蟹谷村               | 昭和29年10月1日 石動町に編入          | 昭和37年8月1日 小矢部市      | 小矢部市            | 小矢部市                     | 石動町                      |
|                                     | 津沢町                              | 津沢町                 | 昭和29年7月20日 砺中町                | 昭和37年8月1日 小矢部市      | 小矢部市            | 小矢部市                     | 砺中町                      |
|                                     | 藪波村                              | 藪波村                 | 昭和29年7月20日 砺中町                | 昭和37年8月1日 小矢部市      | 小矢部市            | 小矢部市                     | 砺中町                      |
|                                     | 水島村                              | 水島村                 | 昭和29年7月20日 砺中町                | 昭和37年8月1日 小矢部市      | 小矢部市            | 小矢部市                     | 砺中町                      |
|                                     | 東蟹谷村                            | 東蟹谷村               | 昭和29年11月18日 砺中町               | 昭和37年8月1日 小矢部市      | 小矢部市            | 小矢部市                     | 砺中町                      |
|                                     | 西野尻村                            | 西野尻村               | 西野尻村                              | 昭和37年8月1日 小矢部市      | 小矢部市            | 小矢部市                     | 昭和32年8月1日 砺中町に編入 |
| 昭和32年8月1日 東礪波郡福野町に編入 | 昭和32年8月1日 東礪波郡福野町に編入 | 西野尻村               | 西野尻村                              | 平成16年11月1日 南砺市の一部 | 南砺市              |                              |                             |
| 昭和32年8月1日 福光町に編入         | 西野尻村                            | 西野尻村               | 西野尻村                              | 平成16年11月1日 南砺市の一部 | 南砺市              | 福光町                       |                             |
|                                     | 福光町                              | 福光町                 | 昭和27年5月1日 福光町                 | 平成16年11月1日 南砺市の一部 | 南砺市              | 福光町                       | 福光町                      |
|                                     | 石黒村                              | 石黒村                 | 昭和27年5月1日 福光町                 | 平成16年11月1日 南砺市の一部 | 南砺市              | 福光町                       | 福光町                      |
|                                     | 西太美村                            | 西太美村               | 昭和27年5月1日 福光町                 | 平成16年11月1日 南砺市の一部 | 南砺市              | 福光町                       | 福光町                      |
|                                     | 広瀬村                              | 広瀬村                 | 昭和27年5月1日 福光町                 | 平成16年11月1日 南砺市の一部 | 南砺市              | 福光町                       | 福光町                      |
|                                     | 広瀬館村                            | 広瀬館村               | 昭和27年5月1日 福光町                 | 平成16年11月1日 南砺市の一部 | 南砺市              | 福光町                       | 福光町                      |
|                                     | 太美山村                            | 太美山村               | 昭和27年5月1日 福光町                 | 平成16年11月1日 南砺市の一部 | 南砺市              | 福光町                       | 福光町                      |
|                                     | 東太美村                            | 東太美村               | 昭和27年5月1日 福光町                 | 平成16年11月1日 南砺市の一部 | 南砺市              | 福光町                       | 福光町                      |
|                                     | 吉江村                              | 吉江村                 | 昭和27年5月1日 福光町                 | 平成16年11月1日 南砺市の一部 | 南砺市              | 福光町                       | 福光町                      |
|                                     | 東礪波郡 北山田村                   | 東礪波郡 北山田村      | 昭和27年5月1日 福光町                 | 平成16年11月1日 南砺市の一部 | 南砺市              | 福光町                       | 福光町                      |
|                                     | 東礪波郡 山田村                     | 東礪波郡 山田村        | 昭和27年5月1日 福光町                 | 平成16年11月1日 南砺市の一部 | 南砺市              | 福光町                       | 福光町                      |
|                                     | 南蟹谷村                            | 南蟹谷村               | 南蟹谷村                              | 平成16年11月1日 南砺市の一部 | 南砺市              | 福光町                       | 昭和30年4月1日 福光町に編入 |
|                                     | 東石黒村                            | 東石黒村               | 昭和29年7月20日 東礪波郡 福野町の一部 | 平成16年11月1日 南砺市の一部 | 南砺市              | 東礪波郡 福野町の一部        | 東礪波郡 福野町の一部       |
|                                     | 福田村                              | 福田村                 | 昭和24年1月1日 高岡市に編入           |                              |                     | 平成17年11月1日 高岡市の一部 | 高岡市                      |
|                                     | 国吉村                              | 国吉村                 | 昭和26年3月17日 高岡市に編入          |                              |                     | 平成17年11月1日 高岡市の一部 | 高岡市                      |
|                                     | 東五位村                            | 東五位村               | 昭和28年10月5日 高岡市に編入          |                              |                     | 平成17年11月1日 高岡市の一部 | 高岡市                      |
|                                     | 石堤村                              | 石堤村                 | 昭和28年10月5日 高岡市に編入          |                              |                     | 平成17年11月1日 高岡市の一部 | 高岡市                      |
|                                     | 小勢村                              | 小勢村                 | 昭和29年4月1日 高岡市に編入           |                              |                     | 平成17年11月1日 高岡市の一部 | 高岡市                      |
|                                     | 立野村                              | 立野村                 | 立野村                                | 昭和30年4月1日 高岡市に編入  |                     | 平成17年11月1日 高岡市の一部 | 高岡市                      |
|                                     | 戸出町                              | 戸出町                 | 昭和29年1月15日 戸出町                | 昭和41年2月10日 高岡市に編入 |                     | 平成17年11月1日 高岡市の一部 | 高岡市                      |
|                                     | 醍醐村                              | 醍醐村                 | 昭和29年1月15日 戸出町                | 昭和41年2月10日 高岡市に編入 |                     | 平成17年11月1日 高岡市の一部 | 高岡市                      |
|                                     | 是戸村                              | 是戸村                 | 昭和29年1月15日 戸出町                | 昭和41年2月10日 高岡市に編入 |                     | 平成17年11月1日 高岡市の一部 | 高岡市                      |
|                                     | 東礪波郡 北般若村                   | 東礪波郡 北般若村      | 昭和29年1月15日 戸出町                | 昭和41年2月10日 高岡市に編入 |                     | 平成17年11月1日 高岡市の一部 | 高岡市                      |
|                                     | 福岡町                              | 昭和15年2月11日 福岡町 | 昭和29年8月1日 福岡町                 | 福岡町                       | 福岡町              | 平成17年11月1日 高岡市の一部 | 高岡市                      |
|                                     | 山王村                              | 昭和15年2月11日 福岡町 | 昭和29年8月1日 福岡町                 | 福岡町                       | 福岡町              | 平成17年11月1日 高岡市の一部 | 高岡市                      |
|                                     | 大滝村                              | 昭和15年2月11日 福岡町 | 昭和29年8月1日 福岡町                 | 福岡町                       | 福岡町              | 平成17年11月1日 高岡市の一部 | 高岡市                      |
|                                     | 西五位村                            | 西五位村               | 昭和29年8月1日 福岡町                 | 福岡町                       | 福岡町              | 平成17年11月1日 高岡市の一部 | 高岡市                      |
|                                     | 五位山村                            | 五位山村               | 昭和29年8月1日 福岡町                 | 福岡町                       | 福岡町              | 平成17年11月1日 高岡市の一部 | 高岡市                      |
|                                     | 赤丸村                              | 赤丸村                 | 昭和29年9月15日 福岡町に編入          | 福岡町                       | 福岡町              | 平成17年11月1日 高岡市の一部 | 高岡市                      |

## 行政
出典→
歴代郡長
| 代 | 氏名       | 就任年月日                 | 退任年月日                 | 備考                   |
| -- | ---------- | -------------------------- | -------------------------- | ---------------------- |
| 1  | 小島鋼次郎 | 明治29年（1896年）4月1日   | 明治29年（1896年）5月      |                        |
| 2  | 国枝逸蠖   | 明治29年（1896年）5月      | 明治29年（1896年）10月     |                        |
| 3  | 藤井務     | 明治29年（1896年）10月     | 明治31年（1898年）12月     |                        |
| 4  | 秋永蘭次郎 | 明治31年（1898年）12月     | 明治32年（1899年）8月      |                        |
| 5  | 吉田安喜   | 明治32年（1898年）8月      | 明治36年（1903年）3月      |                        |
| 6  | 広瀬昌柔   | 明治36年（1903年）3月      | 明治45年（1912年）1月      |                        |
| 7  | 中村光徳   | 明治45年（1912年）1月      | 大正2年（1913年）6月       |                        |
| 8  | 高村覚太郎 | 大正2年（1913年）6月       | 大正5年（1916年）5月       |                        |
| 9  | 井口易太郎 | 大正5年（1916年）5月       | 大正8年（1919年）2月       |                        |
| 10 | 広島松太郎 | 大正8年（1919年）2月       | 大正12年（1923年）1月      |                        |
| 11 | 三村宣元   | 大正12年（1923年）1月      | 大正13年（1924年）12月17日 |                        |
| 12 | 金尾宗義   | 大正13年（1924年）12月17日 | 大正15年（1926年）6月30日  | 郡役所廃止により、廃官 |